# (12252) Gwangju
(12252) Gwangju (1988 VT1) – planetoida z pasa głównego asteroid okrążająca Słońce w ciągu 5,49 lat w średniej odległości 3,11 j.a. Odkryta 8 listopada 1988 roku.